# Guido Balzarini
Guido Balzarini, född 21 oktober 1874 i Arrone, död 1935 i Rom, var en italiensk fäktare.
Balzarini blev olympisk guldmedaljör i sabel vid sommarspelen 1924 i Paris.